# Малин
Ма́лин — місто в Україні, центр Малинської міської громади Коростенського району Житомирської області.

## Географія
Розташований на річці Ірша, неподалік від автотраси Київ-Ковель-Варшава. Через місто проходить важлива залізнична магістраль — Південно-Західна залізниця.
На південно-західній околиці міста бере початок річка Бубенець, ліва притока Ірши.

## Історія

### Назва міста
Назву сучасного міста Малина пов'язують з ім'ям князя Мала. Адже в корені назви міста чітко простежується ім'я древлянського князя — легендарної особи часів Київської Русі. Особливо часто воно згадується у літописній розповіді про повстання древлян проти київського князя Ігоря в 945 році.
Проте є нові гіпотези щодо походження назви Малина. Деякі вчені вважають, що назва міста походить від імені дочки Мала Древлянського — Малуші, яка була ключницею княгині Ольги. В Малушу, древлянську князівну, закохався син Ольги — Святослав, а згодом народився син, у майбутньому князь київський Володимир. Малин служив форпостом на східних рубежах Древлянської землі. Саме тому і зазнав нападу під час карального походу Ольги.

### Давні часи
Історія Малина налічує понад 1130 років. У південно-східній частині міста збереглися рештки давньоруського городища, заснованого на межі VIII-ІХ сторіч як пункт укріплення одного зі східнослов'янських племен — древлян. Деякі вчені вважають, що його побудував князь Мал Древлянський.
Наприкінці IX століття поблизу укріплення з'явилося відкрите поселення. У середині X століття поселення на березі Ірші було зруйноване. Це пов'язують з відомим походом княгині Ольги проти древлян (946 рік): непокірливі мешканці Іскоростеня відмовилися платити Ігорю подвійну данину, а щоб він не вчащав до них, убили його. Ігорева дружина — княгиня Ольга, вирішила помститися підступним древлянам і спалила Іскоростень. Очевидно, Малин, що географічно розташований на шляху Київ — Іскоростень, також постраждав від київської княгині.
У Х—ХІ століттях місцеве поселення використовувало землі навколо Малина для полювання, рибальства, бджільництва, землеробства. Заселення території відбувалося шляхом селянської колонізації. У той час ці землі належали Литовському князівству.
У середині XIII століття городище було зруйноване внаслідок численних нападів монголо-татар. Під час розкопок на цьому місці археологи знайшли типовий наконечник монгольської стріли, кілька зразків іншої зброї.
З середини XVI століття (приблизно з 1545 року) Малином та багатьма навколишніми селами, які разом складали Малинський маєток, володіє давній русько-український шляхетський рід Єльців.

### У складі Речі Посполитої
1569 року після укладання Люблінської унії Малин відійшов до складу Речі Посполитої. Шляхта надала місцевому населенню Магдебурзьке право.
1648 року жителі міста повстали проти правителів, влилися в селянсько-козацьке ополчення Богдана Хмельницького. Після Андрусівського перемир'я 1667 року Малин залишився в складі Польщі й знаходився під її владою до 1793 року, маючи найчисельнішу польську спільноту.
Малинський маєток належав родині Єльців та їхнім нащадкам до середини XVIII століття (за винятком періоду козацьких війн 1648–1691 років та періоду правління єзуїтів у першій половині XVIII століття). Після завершення судового процесу між єзуїтами та нащадками Єльців за розподілом спадку Малин та деякі навколишні села переходять у володіння графині Анни Красицької (зі Старжеховських) з роду Єльців за материнською лінією (донька Маріанни Єлець та онука Яна-Вацлава Ремігіана Єльця). Вона була останньою представницею цього роду з володарів Малина. Пізніше Малинський маєток перейшов до княгині Радзивілл та її спадкоємців.
Католицька громада міста сто років мріяла про споруду костелу й 1784 року вона зрештою з'явилася. Костел було збудовано коштом княгині Радзивілл. Заповіт її передбачав 20 тис.карбованців сріблом на побудову святині, а також кошти на богадільню, за умови, щоб у ній також надавали притулок вірянам. За переказами, тут перебував чудотворний лик Божої Матері, що 1869 р. був переданий у католицький храм м. Києва. Костел у місті зберігся до наших днів і є найстарішим храмом. Інша культова споруда, збудована за часів Речі Посполитої — синагога, також збереглася до наших днів, але нині тут розташовано пожежну частину.

### У складі Російської Імперії

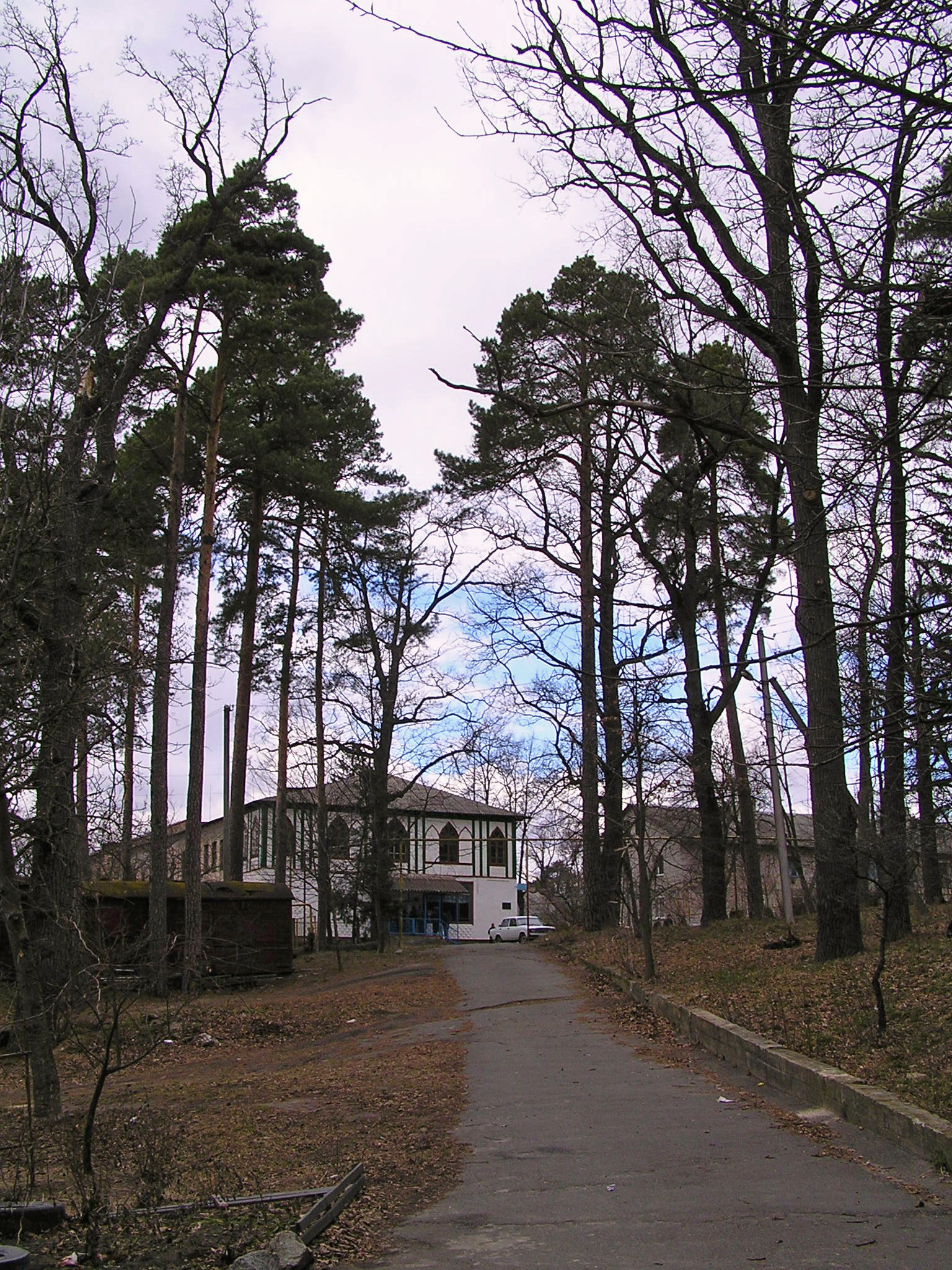
Територія Малинського лісотехнічного коледжу, що входить до складу Державного ландшафтного заповідника місцевого значення «Гамарня». Тут у кін. ХІХ–поч. XX ст. проживала сім'я відомого дослідника, етнолога М. М. Миклухо-Маклая.

Після другого поділу Польщі 1793 року Малинські землі відійшли до складу Росії. 1797 року Малин — містечко Радомисльського повіту Київської губернії.
У середині сторіччя в Малині налічувалося 130 дворів із 1038 мешканцями. У місті діяли чавунно-ливарний завод, два млини, розвивалася торгівля.
Після реформи 1861 року та скасування кріпацтва в Малині починає розвиватися промисловість. 1866 року Малин став волосним центром.
1873 року, після смерті чоловіка, місцеву садибу придбала Катерина Семенівна Миклуха — мати відомого мандрівника й ученого Миколи Миколайовича Миклухи-Маклая. У Малин Миклуха-Маклай приїздив двічі — 1886 і 1887 року. Сюди до нього приїздили гостювати друзі — вчені, журналісти. Відомий вчений А. Н. Корзухін у Малині намалював його портрет. Микола Миклухо-Маклай виїжджав у прилеглі села, вивчав побут селян.
1871 року заснована паперова фабрика. У 1855 році Малин переходить у власність княгині Софії Олександрівни Щербакової. 1866 року Малин став волосним центром.
Національний склад населення містечка в цей час відзначався строкатістю. Тут поряд з українцями жили поляки, євреї, німці та чехи (колонія Малиндорф — Malindorf) тощо. Наприкінці XIX століття в місті діяли дві меблеві майстерні, чотири кузні, паровий млин, цегельний завод, і 1902 року поблизу Малина була прокладена залізниця Київ — Ковель, що сприяла подальшому розвитку містечка.

### Радянський період
На початку 1918 року в місті впроваджено радянську окупацію, але в лютому до міста ввійшли німецькі війська і більшовики пішли в підпілля. У районі міста почали діяти підпільні воєнізовані формування І. І. Драпія та І. А. Чернова-Мирутенка.
Містечко стало одним з центрів підпільної роботи комуністів на Київщині. У Малині діяла підпільна друкарня. Завдяки активним діям партизанів, було прискорено окупацію міста 1919 року більшовиками.
Запеклі бої розгорнулися біля Малина 1920 року, коли в Україну прийшли польські війська. 28 квітня 7-ма стрілецька дивізія, командиром якої був А. П. Голиков (Аркадій Гайдар) зайняла місто, польським військам довелося відступити.
У квітні 1932 року Малинську сільраду перетворено на міську. Малинський район у 1932–1937 рр. входив до складу Київської області. 
За даними різних джерел, у районі внаслідок Голодомору 1932—1933 загинуло 1567 чол., на сьогодні встановлено імена 1282 чол.
У вересні 1937 року, коли в Україні відбувався адміністративний поділ території, було створено Житомирську область. Малинський район було включено до її складу. 1938 року за рішенням Ради Народних Комісарів УРСР Малин віднесено до категорії міст. Репресії НКВС та Голодомор знищили частину населення міста та району.

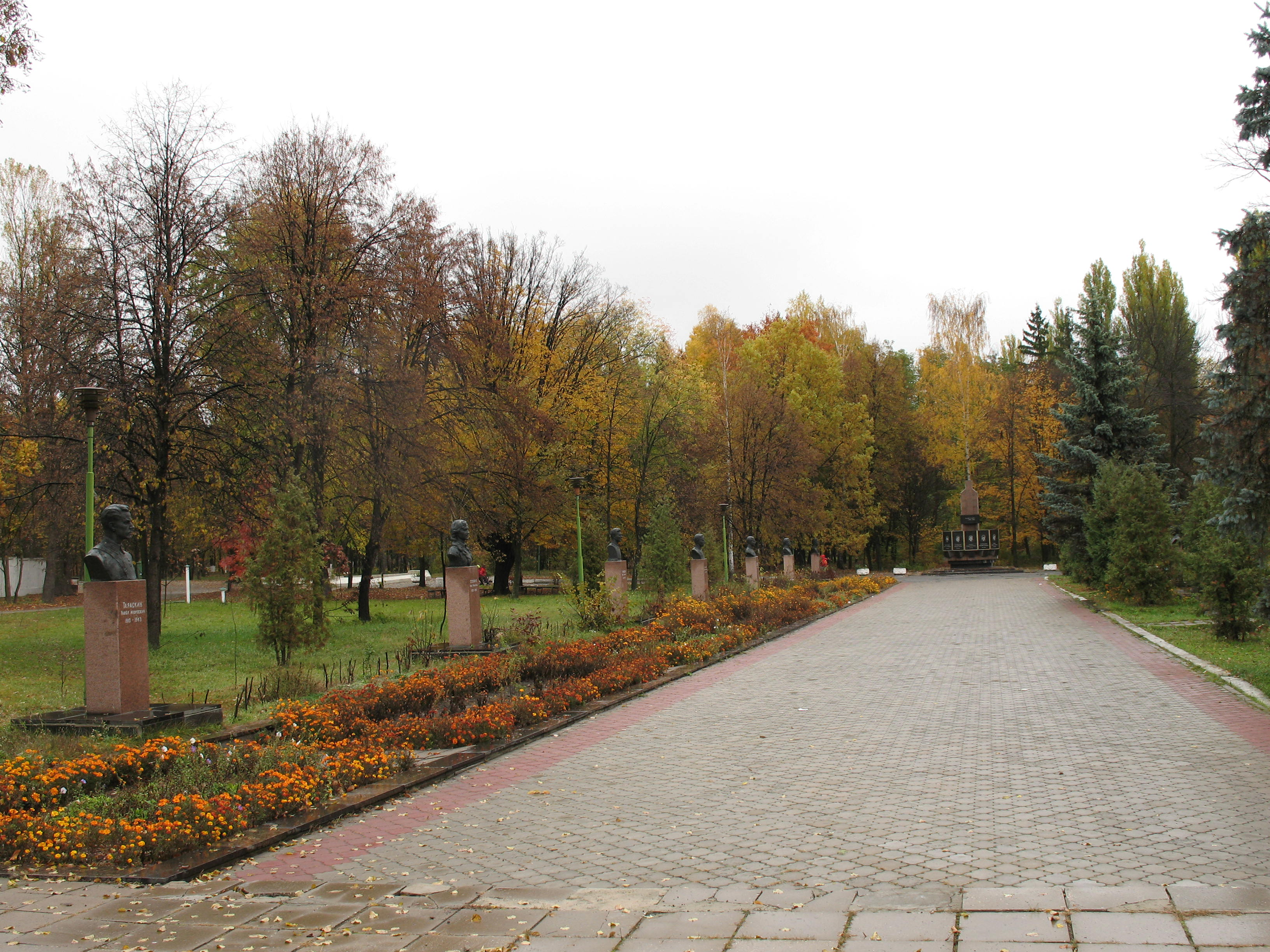
Група братських та індивідуальних могил радянських воїнів та підпільників. Поховано 615 чол.

1941 рік. Знову війна. Вже на початку липня 1941 року фронт наблизився до Малина, на підступах до міста розгорнулись тяжкі оборонні бої. Польові радянські військкомати мобілізували не підготовлене до боїв населення, яке в більшості загинуло в перші ж дні оборони району. 15 липня почались бої за Малин. Залізнична станція Малин чотири рази переходила з рук у руки — від нацистів до червоних. Оборона міста тривала місяць. Справжній героїзм проявили війська 5-й армії під командуванням генерала Потапова, а також 1-а протитанкова артилерійська бригада, 32-й залізничний батальйон, 215-а механізована дивізія.
У місті було встановлено окупаційний режим, який став жорсткіший через появу партизанів. Вже у серпні 1941 року поблизу Малина почав діяти партизанський загін під командуванням І. Ф. Бровкіна. Цього ж року до Малина прибув комуніст П. А. Тараскін. З його ініціативи восени 1941 року в Малині та прилеглих селах було створено підпільну організацію, ядром якої стали сам П. А. Тараскін, В. М. Афанасьєв, В. В. Дідківський, А. П. Мелещенко і В. Л. Бурманчук.

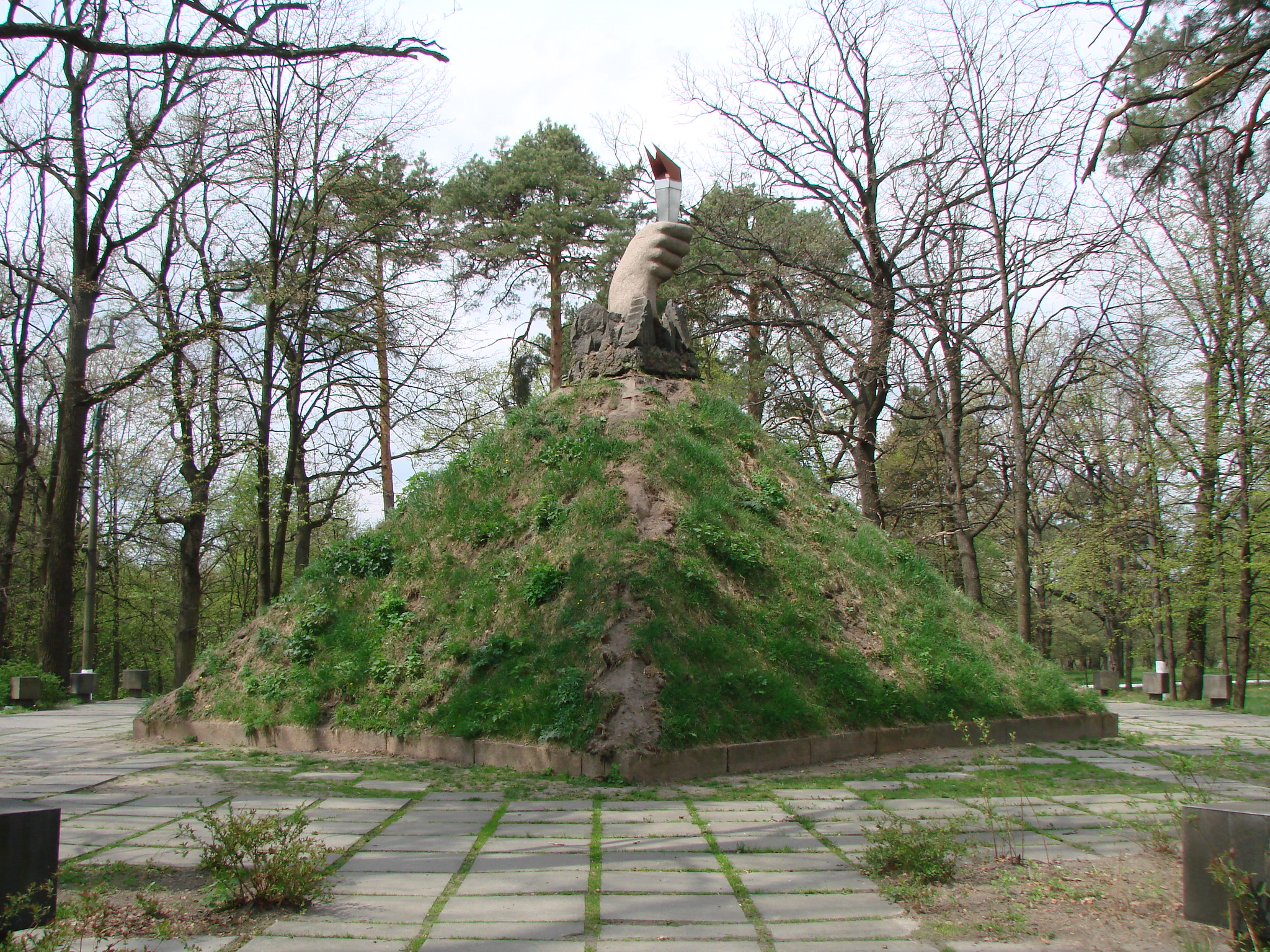
Курган безсмертя, Малин

16 січня 1943 року гітлерівці «вирахували» підпільну організацію, а П. А. Тараскіна і його соратників розстріляли. Після їхньої смерті підпілля очолила комсомолка, випускниця малинської школи № 1 Ніна Сосніна. Організація поповнилася молоддю, яка доставляла партизанам зброю, набої, ліки і поширювала листівки серед населення. Бойовим штабом організації став будинок вчительки Є. Ф. Дорошок, де 31 серпня за вказівкою інформаторів нацисти оточили і спалили Ніну Сосніну, її батька Івана Івановича Сосніна і партизана Федора Зінченка, якому в цей час робили операцію. 630 днів діяла Малинська підпільна організація. Чимало учасників підпілля отримало радянські нагороди. П. А. Тараскіну і Н. І. Сосніній надано звання Героя Радянського Союзу.

12 листопада 1943 року війська 1-го Українського фронту звільнили Малин. За роки окупації місто втратило понад півтори тисячі людей.

Відновили роботу промислові підприємства міста: Малинська паперова, Малинський дослідно-експериментальний завод, Малинський машинобудівний завод, швацька та меблева фабрики, каменеподрібнювальний завод, овочесушильний завод. 

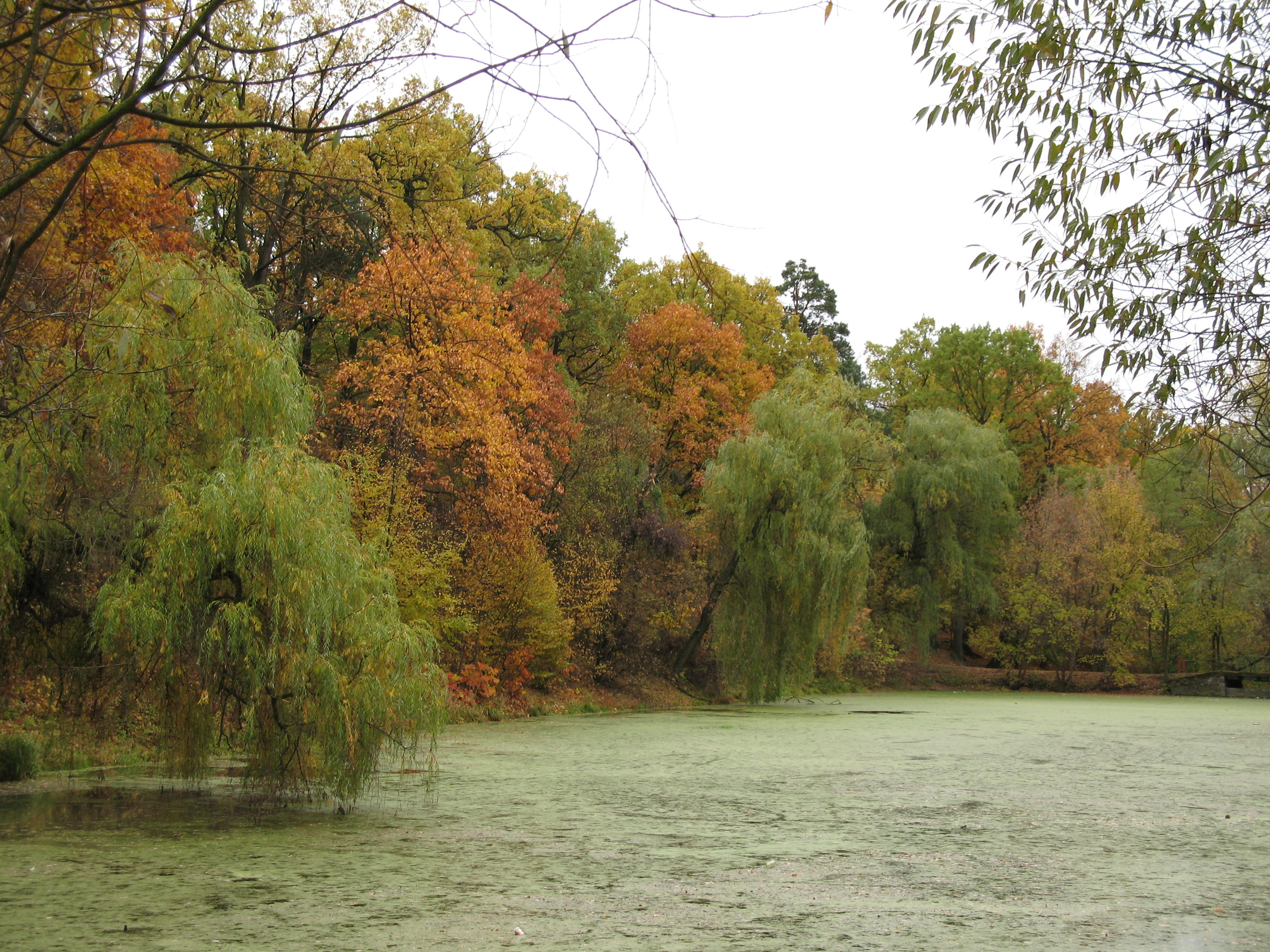
Парк культури та відпочинку імені Миклухи-Маклая

1972 року на честь загиблих мешканців Малинського району (понад шість тисяч), у парку культури і відпочинку був висипаний Курган Безсмертя. У ньому — земля, привезена з багатьох міст-героїв. Недалеко від Кургану Безсмертя знаходиться пам'ятник героям Великої Вітчизняної війни — на п'єдесталі встановлена 76-мм дивізійна гармата ЗІС-3. Гранітний обеліск визволителям міста від фашистських загарбників розташований на Привокзальній площі.
3 березня 1973 року село Городище Української сільської ради і південно-західна частина села Малинівки Малинівської сільської ради Малинського району включені в межі міста Малин.
1984 року відкритий Меморіальний комплекс Героям Малинського підпілля, а в наступному році — Алея Героїв. На ній установлені погруддя Н. І. Сосніної, П. А. Тараскіна, Н. П. Грищенка, В. З. Вайсера, А. П. Єгорова, П. Ф. Захарченка, І. А. Барміна.
1986 року в місті встановлений пам'ятник Миколі Миклусі-Маклаю, а в Малинському лісотехнікумі, до більшовицької революції помістя родини Миклуха-Маклай — створений музей ученого.

### Від 1991 до сьогодення
Гімн міста

Крізь роки і віки

Крізь роки і віки

Шлях проліг нелегкий

Для древлянського гордого міста.

Та світили зірки,

Бігли води ріки,

Щоб майбутнє наповнити змістом.

Приспів:

Там, де річка Ірша, там, де сосни й дуби

Землю й небо єднають у сплаві,

Рідний Малин, крилато стояти тобі

Тут на славу вкраїнській державі.

До пори дмуть вітри

І вогонь злий горить,

Тільки духу вони не зламали.

Не злякать, не скорить,

Бо щоб жить і творить

Був покладений рідний наш Малин.

Приспів.

Молодий він завжди,

Як у травні сади,

Як співуча моя Україна.

Нам його берегти,

З ним в майбутнє іти,

Всім на гордість плекаючи зміну

Приспів.
Слова Є. Грищенка, музика Р.Олексієнка
Знаменною подією в житті всієї України став Всеукраїнський референдум і вибори Президента України в 1991 році. Понад 95 % жителів Малинщини, що брали участь у референдумі, проголосували за незалежність України.
15 вересня, того ж року Малин святкував своє 1100-річчя. Жителів міста зі славною датою поздоровляли численні гості. Протягом дванадцяти годин у міському парку продовжувалося свято за участю більш тисячі артистів, яке завершився грандіозним святковим салютом.
З 1996 року в Малині почала діяти Фабрика банкнотного паперу Національного банку України — єдине в Україні підприємство, що забезпечує країну банкнотним папером, на якому друкуються українські гривні. Зараз фабрика, крім основної продукції, робить усі види цінних паперів, папір для національної валюти, папір для паспортів як українських, так і паспортів дипломатичних представництв, для акцизних марок, залізничних квитків, акцій.
26-27 вересня 1996 року в Малині пройшла науково-практична конференція, учасниками якої були учені з різних міст України і зарубіжжя. Конференція присвячена 150-річчю від дня народження М. М. Миклухи-Маклая, 125-річчю паперової фабрики і 55-річчю створення підпільної організації.
2001 року відкрите акціонерне товариство «Малинська паперова фабрика» відзначило своє 130-річчя. Сьогодні це одне з найбільших підприємств у Європі, що виробляє понад 200 видів паперу.
2003 року постановою Верховної Ради України від 18 листопада місто Малин Малинського району Житомирської області віднесено до міст обласного підпорядкування.
Нині місто відоме єдиною в країні фабрикою з виробництва банкнотного паперу, а також паперовою фабрикою ВАТ «Малинська паперова фабрика — Вайдманн», що є найбільшою Швейцарською інвестицією в Україні та одним з найбільших підприємств целюлозно-паперової промисловості в Європі.
Окремо слід виділити найпотужніше в Україні виробництво паперової продукції фабрику ТОВ «Папір-Мал». Продукція підприємства має сталий попит в Україні та експортується до Словаччини, Молдови, Угорщини, Польщі, Молдови, Росії, Білорусі та Грузії. Після модернізації у травні 2012 року фабрика ТОВ «Папір-Мал» налагодила випуск високоякісних марок картону(лайнер, флютинг), паперу, крафт-паперу та паперу санітарно-гігієнічного призначення.
ПП «Малинська меблева фабрика» спеціалізується на виготовленні дверей, меблів, меблевих щитів та пелет. Завдяки циклу повної переробки деревини та новітньому європейському обладнанню (деякі верстати представлені в єдиному екземплярі в Україні) фабрика є одним з лідерів деревообробної галузі України. Реалізовує свою продукцію завдяки власній мережі салонів по всій території країни, мережам будівельних гіпермаркетів та експортує до Європейського Союзу. На території підприємства розташовано найбільший у місті торговельний центр «Квартал» та супермаркет «Фуршет».

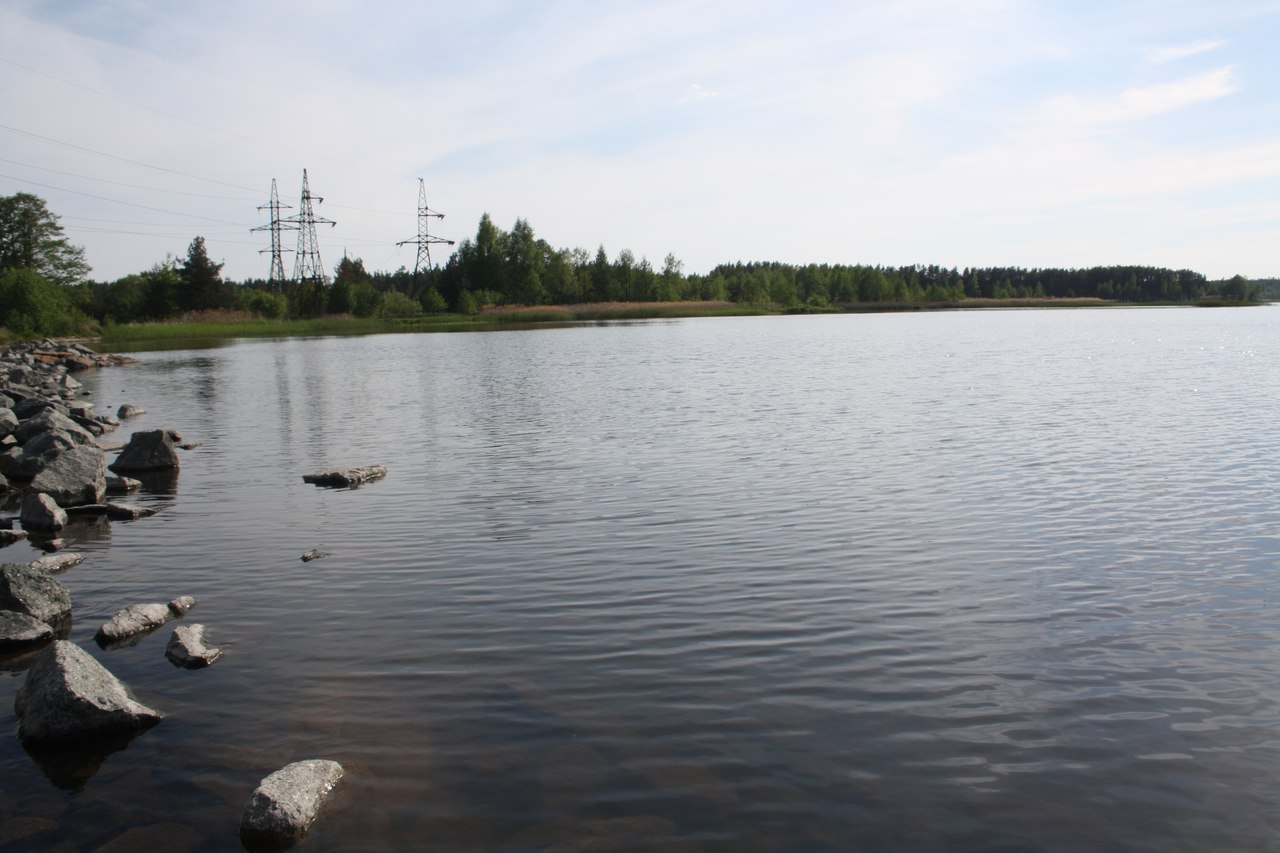
Водосховище у місті Малині

Також основу промислового потенціалу міста складають: Малинський дослідно-експериментальний ливарно-механічний завод (МДЕЗ), який понад 40 років спеціалізується на виробництві нестандартизованого і спеціального технологічного устаткування, запчастин до конвеєрного устаткування, сталевого і чавунного лиття; державне підприємство «Малинський лісгосп»; Малинський каменеподрібнювальний завод; ВАТ «Прожектор», що спеціалізується на випуску устаткування електрозв'язку; швацька фабрика, а також понад 200 малих підприємств.
|                                                        |  |  |
| Пам'ятна монета НБУ номіналом 5 грн, присвячена Малину |  |  |

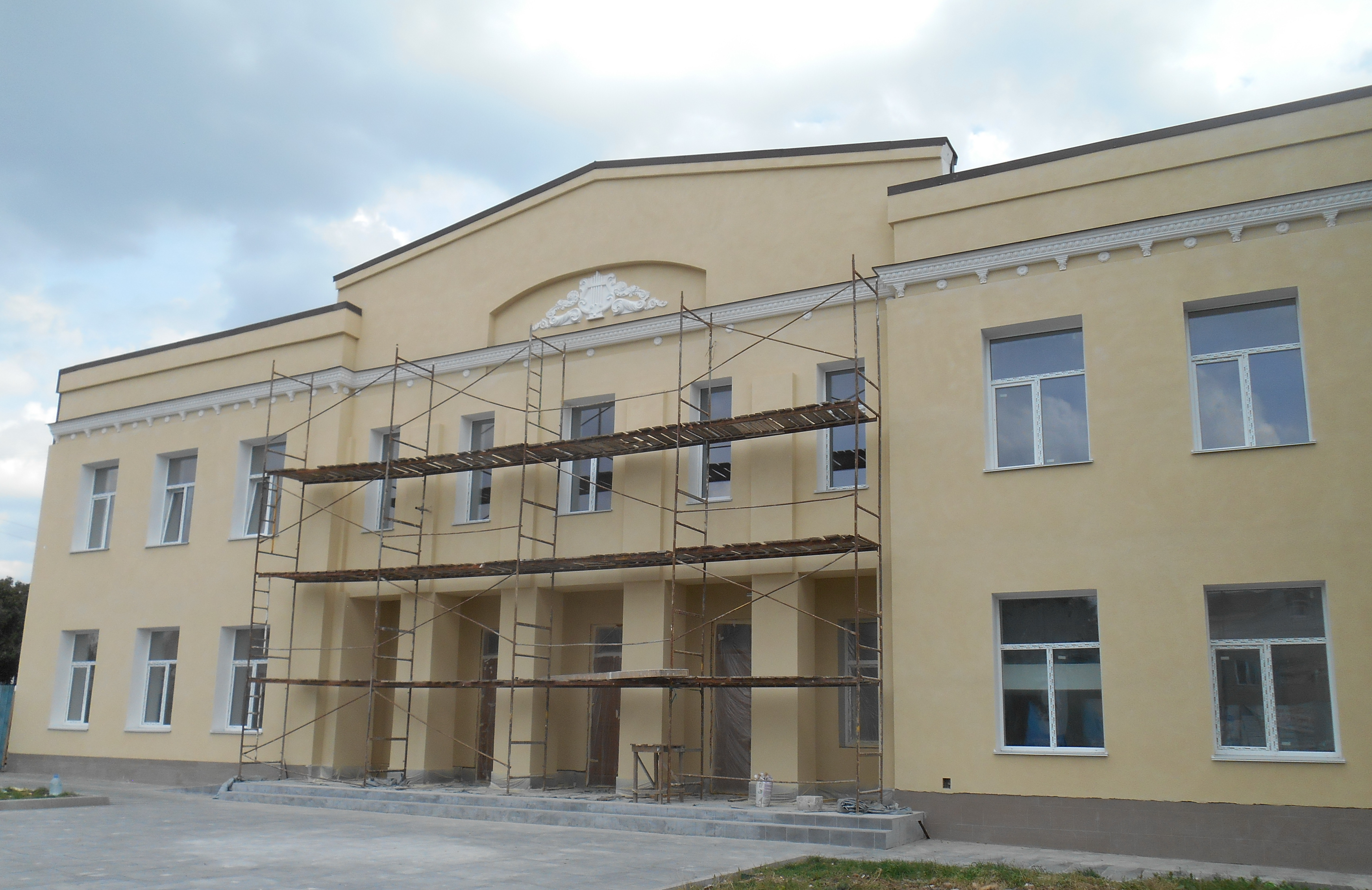
Будинок культури

У місті діють дві поліклініки, лікарня, станція швидкої допомоги, «Школа-ліцей № 1 імені Ніни Сосніної», п'ять загальноосвітніх шкіл, вечірня школа, 9 дитячих дошкільних закладів. Понад 1200 студентів навчається в Малинському лісотехнічному технікумі та понад 500 — у Малинському професійно-технічному училищі № 36. У місті працюють станція юних техніків, центр дитячої творчості, дитяча спортивна школа, школа мистецтв та три бібліотеки.
З Києвом і Житомиром місто з'єднане залізничним і автомобільним сполученням. До столиці з інтервалом у 1 годину з центральної площі Малина курсують комфортабельні мікроавтобуси (півтори години їзди), шлях електропоїздом із залізничної станції Малин до Києва займає дві години. В обласний центр дорога займає понад 2 годин автобусом, а залізницею — близько 3 годин з пересадкою у Коростені.
2009 року Андрушівською обсерваторією було відкрито астероїд 216451 Ірша, названий так на честь міста.
27 лютого 2022 року дрон «Байрактар» ліквідував під Малином російський «Бук». 7 березня 2022 року росіяни обстріляли місто, внаслідок чого було зруйновано двоповерхову будівлю, знищено 3 легкові автомобілі. Попередньо відомо, що загинула одна людина, ще 3 отримали травми. Також було зруйновано церкву Святого Михайла Одеської Єпархії УПЦ (МП), розташовану у центрі міста на площі Соборній. 20 травня 2022, за повідомленням міського голови Малина Олександра Ситайла, внаслідок обстрілу ракетами в місті поранено 3 людей і пошкоджено 100 будинків (див. російське вторгнення в Україну (2022), Обстріли Малина).

## Населення
За даними перепису населення СРСР 1939 року чисельність населення становила 11 367 осіб, з них українців — 6 516, росіян — 425, німців — 287, євреїв — 3 607, поляків — 390, інших — 142.
| Зміни кількості населення Малина |
| -------------------------------- |

Станом на 1 січня 2022 року в Малині мешкало 25 172 особи. За кількістю населення місто посідає п'яте місце в Житомирській області, друге — в Коростенському районі. Станом на січень 2025 року в Малині проживало 27 тисяч осіб, кількість жителів збільшилась за рахунок ВПО.

### Розподіл населення за національністю та мовою
Національний склад населення згідно з даними Всеукраїнського перепису 2001 року:
| Національність | Кількість | Частка, % |
| -------------- | --------- | --------- |
| українці       | 26243     | 93,23     |
| росіяни        | 1160      | 4,12      |
| поляки         | 309       | 1,10      |
| чехи           | 168       | 0,6       |
| білоруси       | 89        | 0,32      |
| євреї          | 39        | 0,14      |
| німці          | 18        | 0,06      |
| інші           | 87        | 0,31      |

Розподіл населення за рідною мовою за даними перепису 2001 року:
| Мова       | Відсоток |
| ---------- | -------- |
| українська | 95,38 %  |
| російська  | 4,12 %   |
| білоруська | 0,11 %   |
| польська   | 0,04 %   |
| молдовська | 0,02 %   |
| вірменська | 0,02 %   |
| болгарська | 0,01 %   |

## Персоналії

### Відомі люди
- Мал (?—946) — верховний вождь союзу древлянських племен, дідусь Володимира Великого. Малин — його спадкове володіння

### Народилися
- Бех Лілія Петрівна — українська письменниця.
- Вайсблат Володимир Наумович — професор, видатний діяч української культури.
- Бернадський Юрій Йосипович — науковець-стоматолог.
- Голуб Артур Володимирович (1994—2021) — матрос Збройних сил України, учасник російсько-української війни.
- Горай Владислав Вікентійович (1967—2025) — Заслужений артист України, співак.
- Гулькевич Олександр Володимирович (1974—2016) — молодший сержант Збройних сил України, учасник російсько-української війни.
- Айсу Гюльмамедлі — один з лідерів тюрків-карапапаків України.
- Карпенко Юрій Олександрович — (*29.09.1929, м. Малин) — український мовознавець, професор.
- Конотовський Віталій Петрович (1981—2022) — старший солдат збройних сил України, учасник російсько-української війни.
- Кулініч Анастасія Віталіївна (* 1996) — українська боксерка; переможниця Всесвітніх ігор-2022.
- Бетя Лишанська (1899—1992) — ізраїльська скульпторка-новаторка
- Миклухо-Маклай Артемій Дмитрович (1908—1981) — радянський геолог українського походження, кандидат геолого-мінералогічних наук, учасник Другої світової війни, військовополонений, жертва сталінських репресій.
- Огороднік Сергій Олександрович (1985—2018) — солдат Збройних сил України, учасник російсько-української війни.
- Рахіль Янаіт Бен-Цві (רחל ינאית בן-צבי) — ізраїльська письменниця, дружина Іцхака Бен-Цві[19]
- Рябець Сергій Володимирович — український кінооператор.
- Андрійцев Валерій Олександрович   — український борець. Призер XXX літніх Олімпійських ігор у Лондоні.
- Гуренко Сергій Миколайович — заслужений артист України
- Янчук Сергій Володимирович — український вчений-математик
- Лавриченко Наталія Миколаївна (* 1957) — український вчений-педагог.
- Омелянович Василь Миколайович (1985—2020) — учасник чотирьох українських антарктичних експедицій на Українську антарктичну станцію Академік Вернадський. Помер під час 25-ї УАЕ та похований у Малині

### Мешкали, перебували
- Двічі (у 1886 та 1887 роках) до міста, у маєток своєї матері, Катерини Семенівни Миклухи, приїздив Миклуха-Маклай Микола Миколайович — український мандрівник, антрополог, етнограф, географ, гуманіст, дослідник народів Південно-Східної Азії, Австралії та Океанії
- Студінський Володимир Аркадійович — науковець, педагог, голова виконкому Малинської міськради.
- Самойленко Анатолій Михайлович — український вчений-математик
- Журба Михайло Анатолійович — український вчений-історик.

## Освіта
У місті діють:
- 9 дошкільних закладів, у яких виховується 1056 дітей;
- 6 ліцеїв, де навчається 2990 учнів:

1. Малинський ліцей №1 ім. Ніни Сосніної Малинської міської ради - 888 учнів;
2. Малинський ліцей №2 Малинської міської ради - 517 учнів;
3. Малинський ліцей №3 Малинської міської ради - 618 учнів;
4. Малинський ліцей №4 Малинської міської ради - 510 учнів;
5. Малинський ліцей № 5 Малинської міської ради - 217 учнів;
6. Малинський ліцей №6 Малинської міської ради - 240 учнів.

- 4 позашкільні заклади (Центр дитячої творчості, станція юних техніків, ДЮСШ, Дитяча школа мистецтв) — 115 гуртками і секціями охоплено 1700 дітей.

Загалом працює — 748, зокрема педагогічних працівників — 468.

## Пам'ятки
У Малині розташовано другий (після Севастополя) в Україні пам'ятник мандрівникові й антропологу Миколі Миклусі-Маклаю (1986, ск. П. Степанов, арх. О. Борис, Д. Ляшевич). Цей пам'ятник встановлено у сквері на схрещенні центральних вулиць — Михайла Грушевського і Валерія Залужного.
Визначною пам'яткою монументального мистецтва доби соцреалізму є також пам'ятник героям малинського підпілля заввишки понад 8 метрів (1984, ск. М. Олексієнко, Б. Лисенко, В. Чепелик, арх. О. Абрамов, Б. Орєхов, В. Тищенко). Він височить біля входу до міського парку культури та відпочинку ім. М. Миклухо-Маклая. Є в Малині пам'ятні знаки учасникам ліквідації та жертвам Чорнобильської катастрофи, жертвам Голодомору та політичних репресій 1930-х років, жертвам голокосту, а також Алея Героїв. Порівняно нещодавно у місті з'явився пам'ятник Героям Небесної Сотні. Він розташований у міському парку неподалік від навчального закладу.
У Малині міститься родова капличка дворян Гижицьких. У місті є Костел Св. Анни, споруджений 1780 року. На сьогодні храм перебуває у вкрай поганому стані.

## Міста-побратими
- Бауска, Латвія
- Біллербек, Німеччина[23]